# دیتمار دانر
دیتمار دانر (به آلمانی: Dietmar Danner) بازیکن فوتبال و هافبک اهل آلمان است که از سال ۱۹۷۳ میلادی عضو تیم ملی فوتبال آلمان بوده‌است. وی در ۶ بازی ملی حضور داشته است و آخرین بازی ملی خود را در سال ۱۹۷۶ میلادی انجام داد. دیتمار دانر در بازی‌های ملی‌اش گلی به ثمر نرساند.